# Diego Ronchini
Diego Ronchini, nascido a 9 de dezembro de 1935 em Imola e falecido a 18 de abril de 2003 na mesma cidade, foi um ciclista italiano, profissional entre 1956 e 1966.

## Palmarés
| 1955 - Piccolo Giro de Lombardia 1957 - Giro de Lombardía 1958 - Giro de Emilia - Giro de Sicília 1959 - Campeonato da Itália em Estrada - Giro de Lazio | 1960 - Giro del Veneto - Troféu Baracchi (com Romeo Venturelli) 1961 - 1 etapa da Roma-Nápoles-Roma - Giro de Emilia 1962 - Giro da Romagna 1964 - Giro de Reggio Calabria |

## Resultados nas grandes voltas
| Carreira           | 1956 | 1957 | 1958 | 1959 | 1960 | 1961 | 1962 | 1963 | 1964 | 1965 | 1966 |
| ------------------ | ---- | ---- | ---- | ---- | ---- | ---- | ---- | ---- | ---- | ---- | ---- |
| Giro d'Italia      | -    | -    | Ab.  | 3º   | 91º  | -    | Ab.  | 5º   | Ab.  | -    | Ab.  |
| Tour de France     | -    | -    | -    | -    | -    | -    | Ab.  | -    | -    | 86º  | -    |
| Volta a Espanha    | -    | -    | -    | -    | -    | -    | -    | -    | -    | -    | -    |
| Mundial em Estrada | -    | -    | -    | 5ª   | Ab.  | 16º  | -    | -    | -    | -    | -    |

-: não participa

Ab.: abandono